# Герасим Калугеров
Герасим Калугеров е бивш български футболист, нападател.
Играл е за Спартак (Варна) от 1954 до 1965 г. Има 146 мача и 27 гола в А група. Бронзов медалист през 1955 и финалист за Купата на Съветската армия през 1961 г. Има 3 мача за Б националния отбор. Има 2 мача за Купата на националните купи.